# Georg Süßenguth
Georg Süßenguth (* 29. Januar 1862 in Göttingen; † 30. März 1947 in Berlin) war ein deutscher Architekt.

## Leben und Wirken
Süßenguth studierte Architektur an der Technischen Hochschule Charlottenburg und lernte dort Heinrich Reinhardt kennen. Mit ihm eröffnete er 1894 in Berlin ein gemeinsames Architekturbüro, das schon bald prestigeträchtige Aufträge erhielt. Sie wurden 1905 mit dem Königlichen Kronen-Orden IV. Klasse ausgezeichnet. Er war auch Träger des Herzoglich anhaltinischen Verdienst-Ordens für Wissenschaft und Kunst.
Zu den bekannten Bauwerken der Architektengemeinschaft gehören:
- 1895–1900: Rathaus Elberfeld
- 1896–1898: Rathaus Steglitz in Berlin
- 1898–1900: Rathaus Köthen
- 1898–1901: Rathaus Dessau
- 1901 fertiggestellt: Altonaer Museum
- 1899–1905: Rathaus Charlottenburg in Berlin
- 1903–1905: Kreishaus in Recklinghausen[3]
- 1900–1906: Hamburger Hauptbahnhof
- 1909–1911: Eckener-Gymnasium in Berlin-Mariendorf
- 1909–1911: Rathaus Treptow in Berlin
- 1909: Gebäudegruppe für den Hauptfriedhof mit Tor und Trauerhalle in Frankfurt am Main
- 1910–1913: Rathaus Spandau in Berlin
- 1911–1914: Reichsmarineamt in Berlin-Tiergarten (siehe Bendlerblock)

Süßenguth wurde auf dem Berliner Friedhof Heerstraße beigesetzt. Das Grab wurde – vermutlich versehentlich – eingeebnet. Am Rathaus Charlottenburg und am Rathaus Spandau erinnern Gedenktafeln an Süßenguth und Reinhardt.

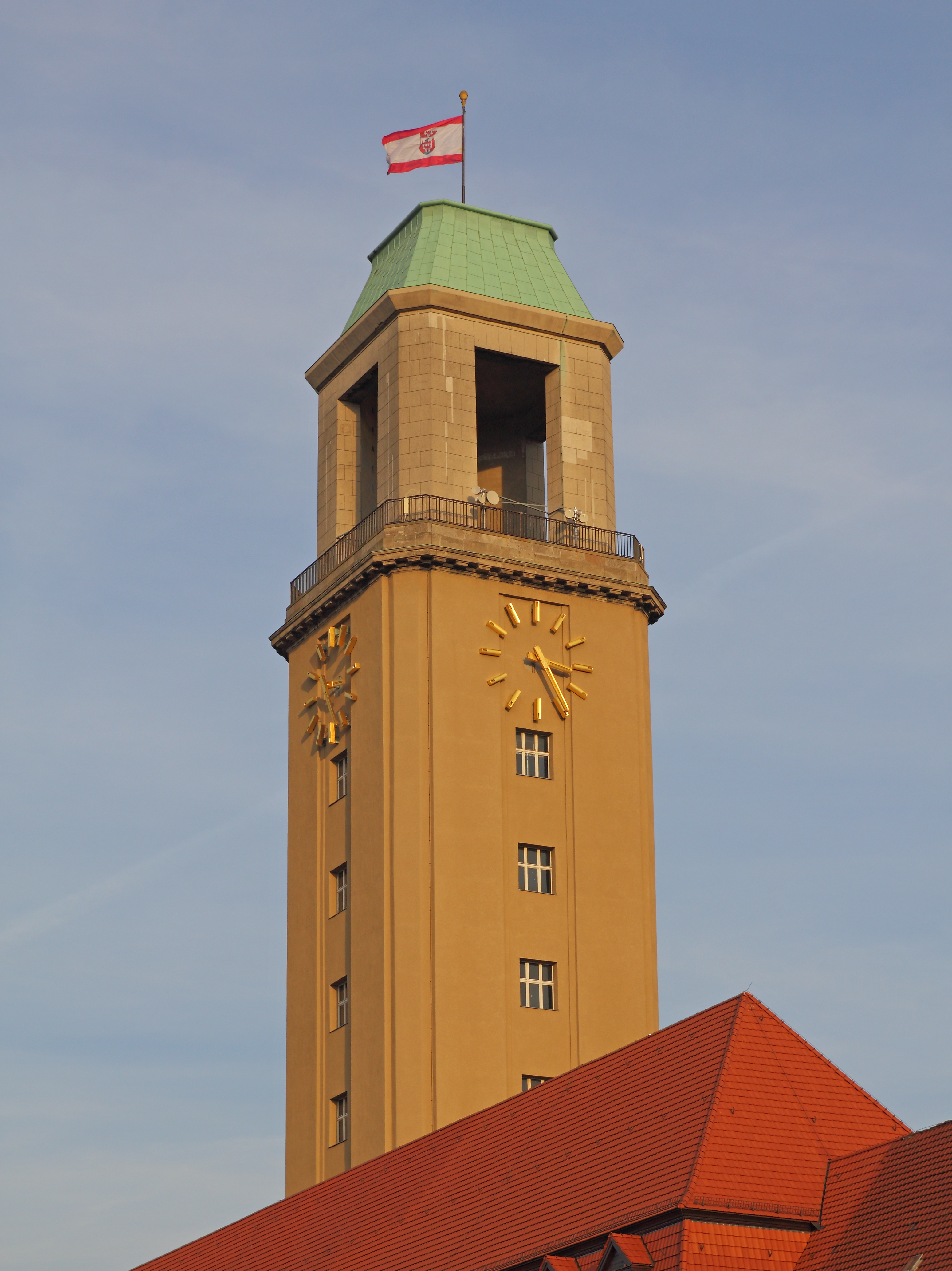
Turm des Rathauses Spandau
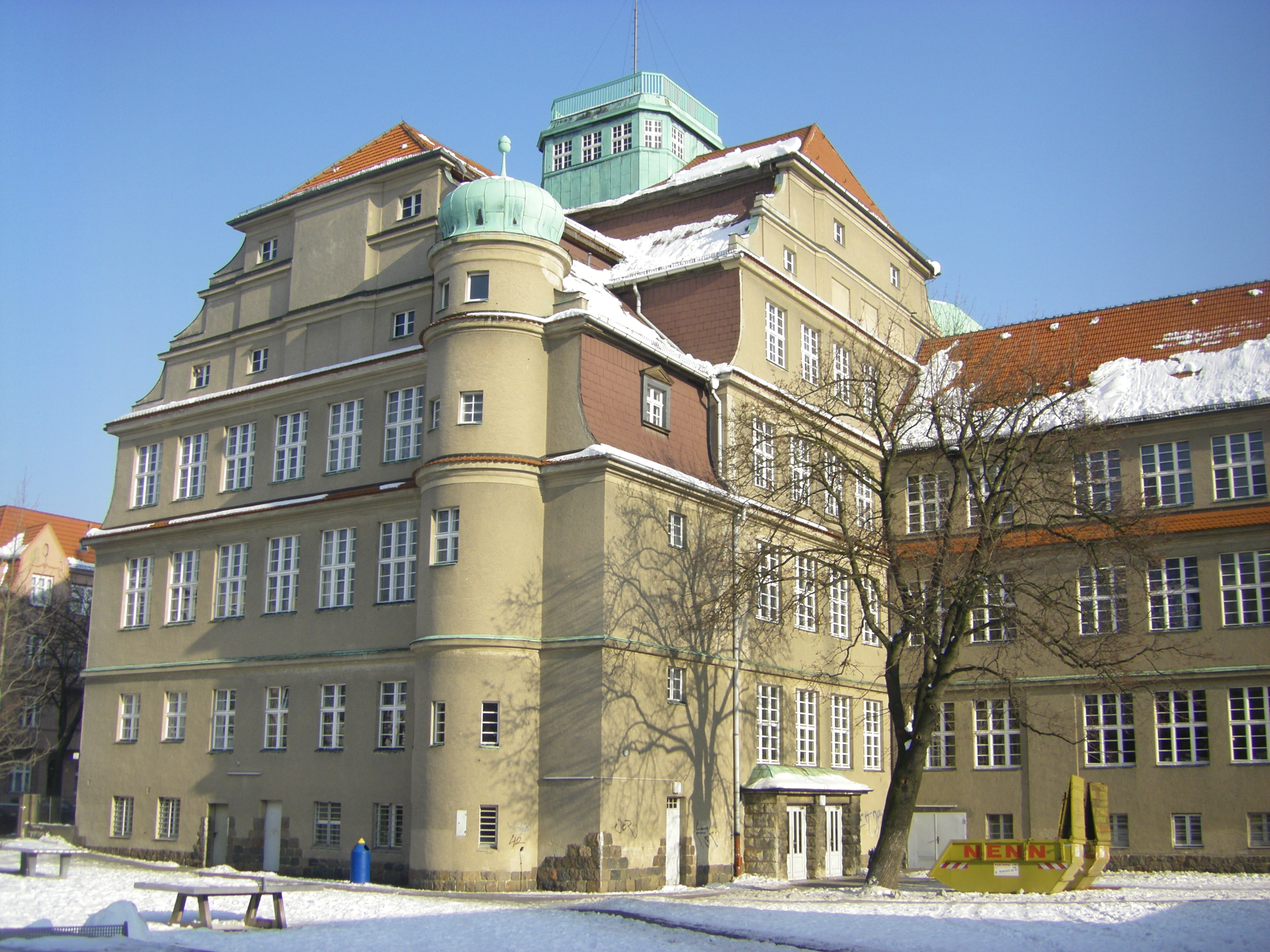
Eckener-Gymnasium
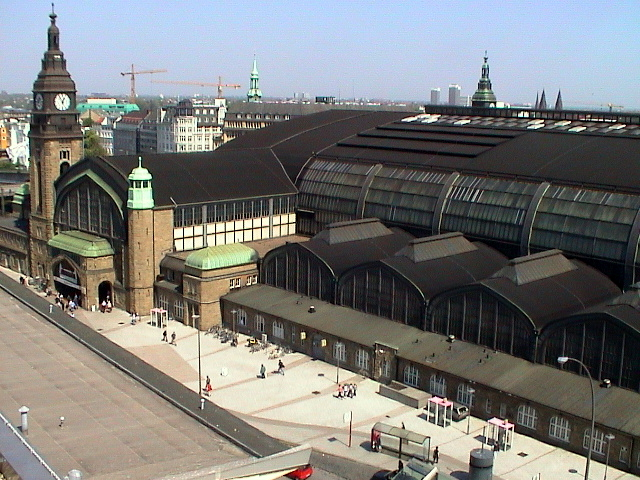
Hamburg-Hauptbahnhof, westlicher Seitenbau
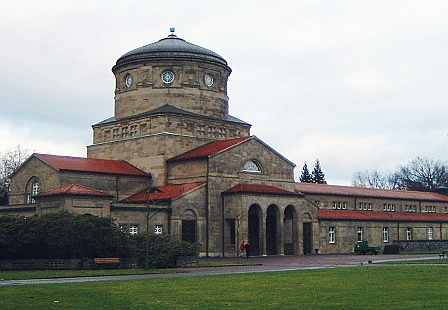
Hauptfriedhof Frankfurt, Neues Portal
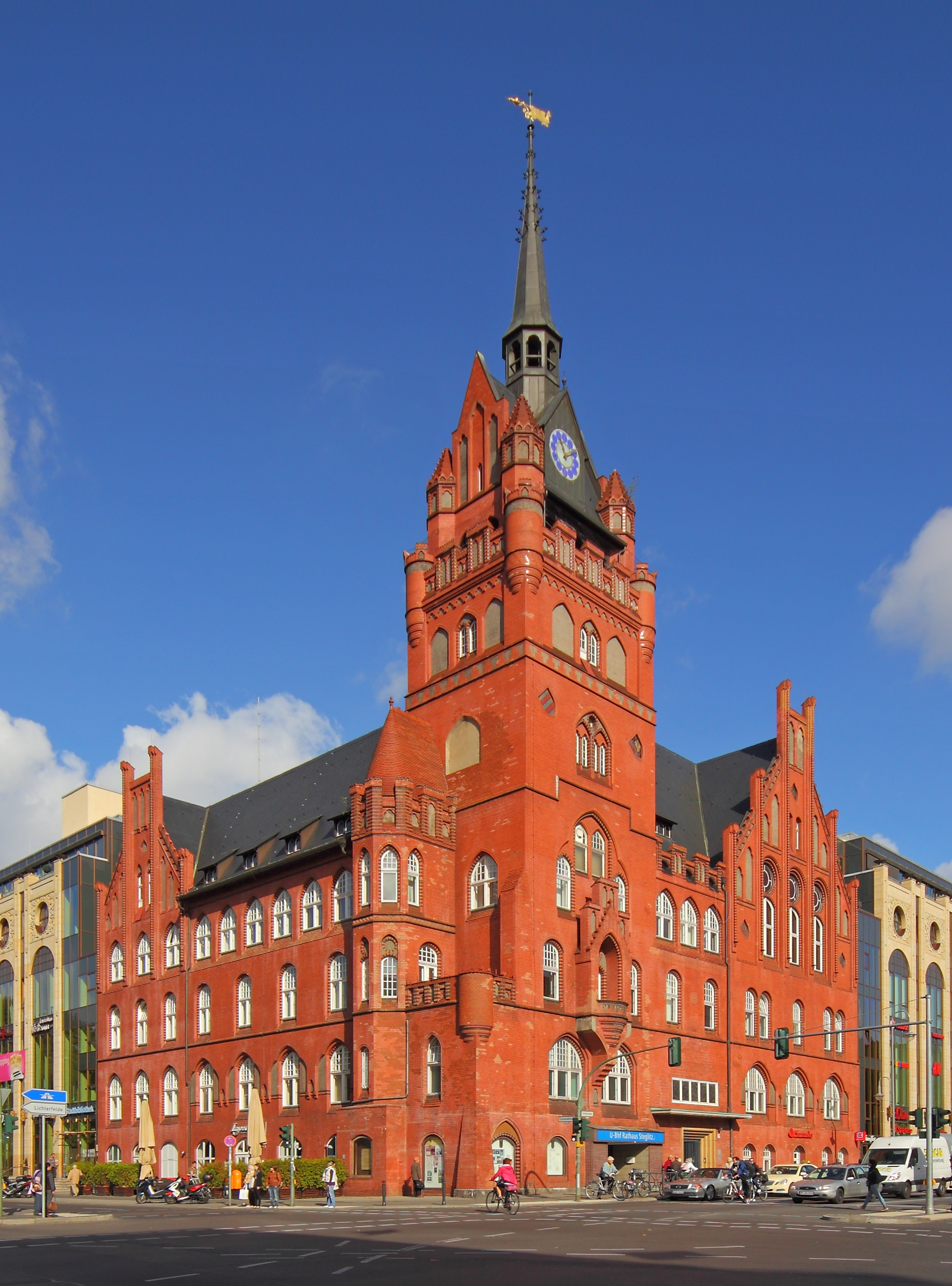
Rathaus Steglitz an der Schloßstraße, Ecke Albrechtstraße
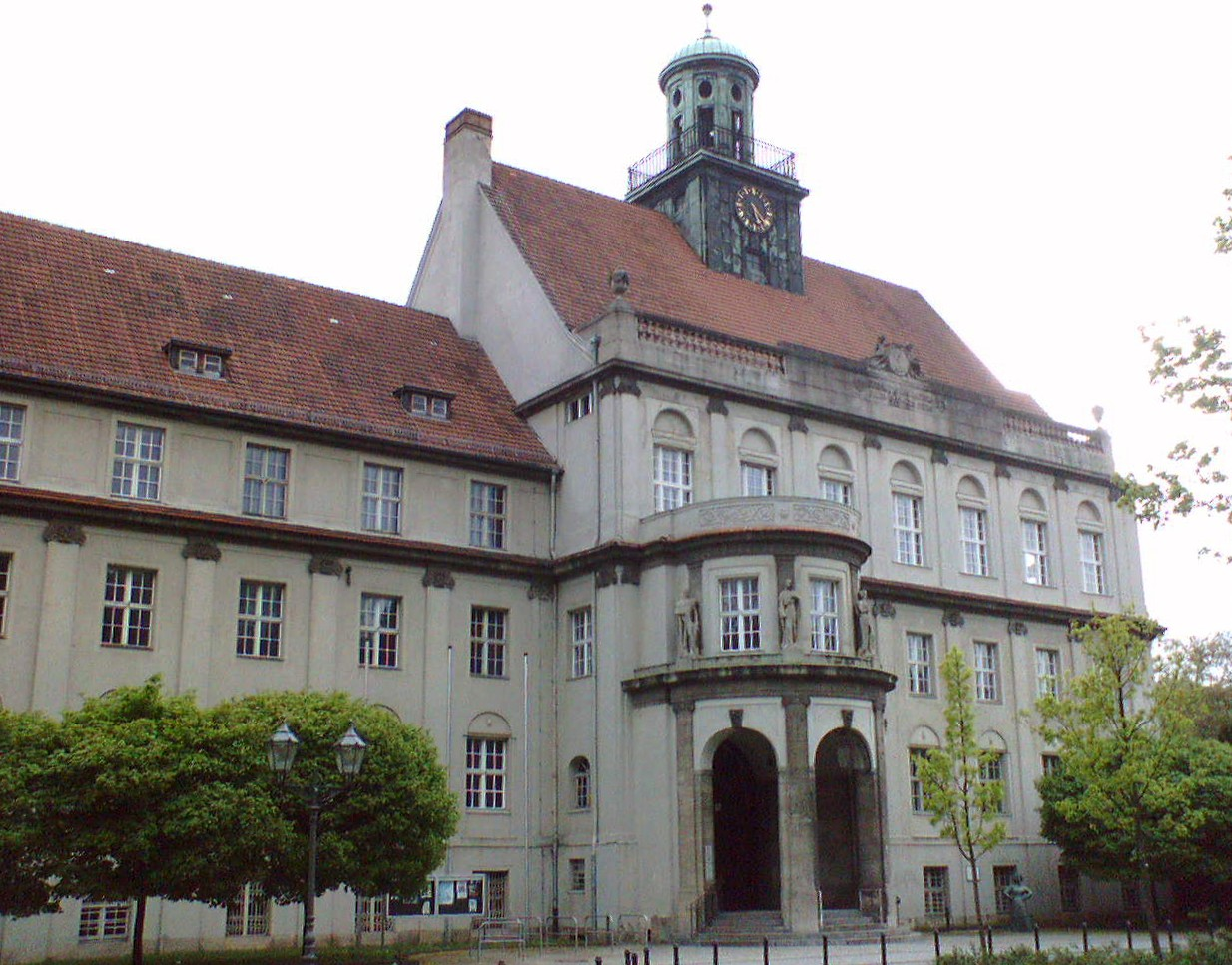
Rathaus Treptow, Hauptteil
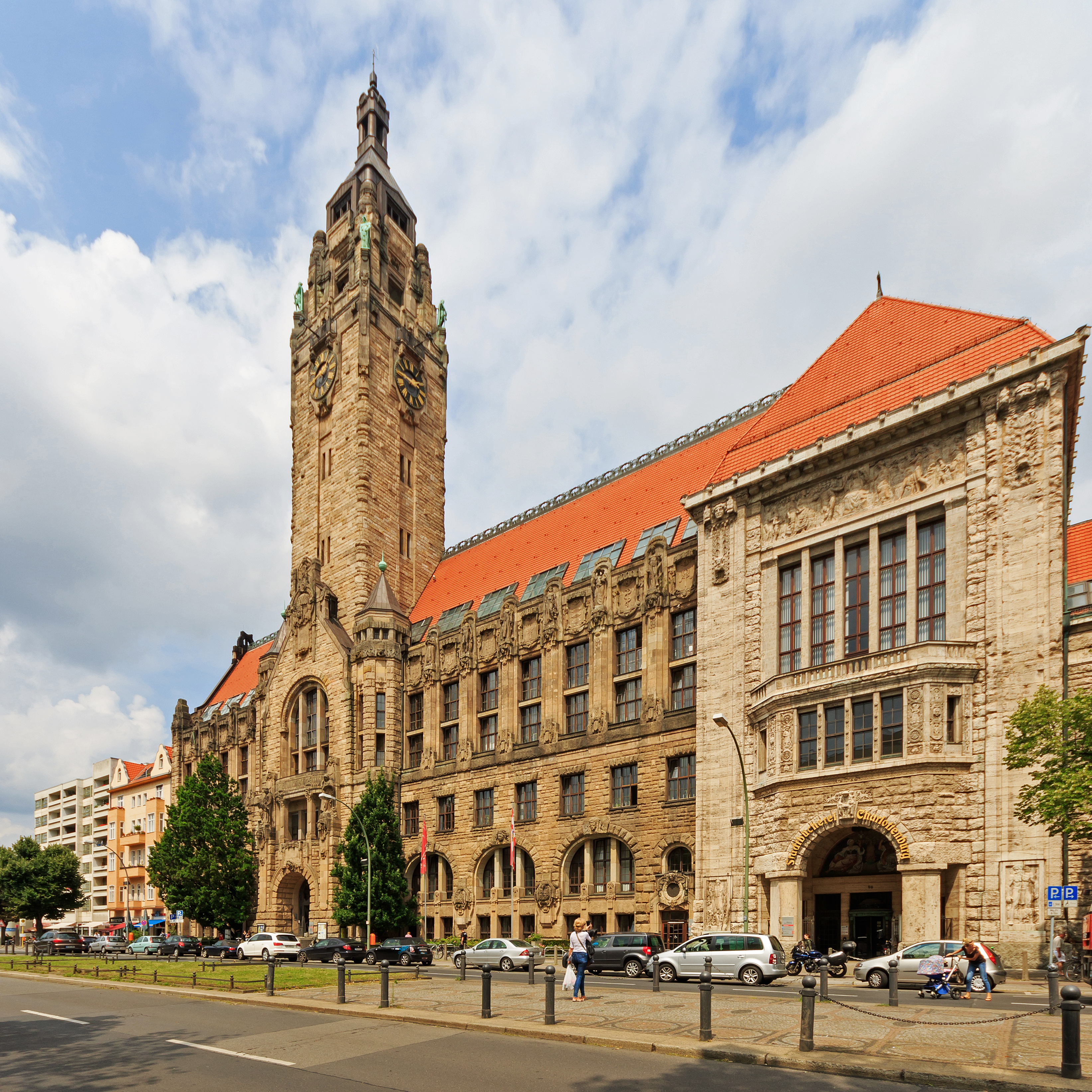
Rathaus Charlottenburg
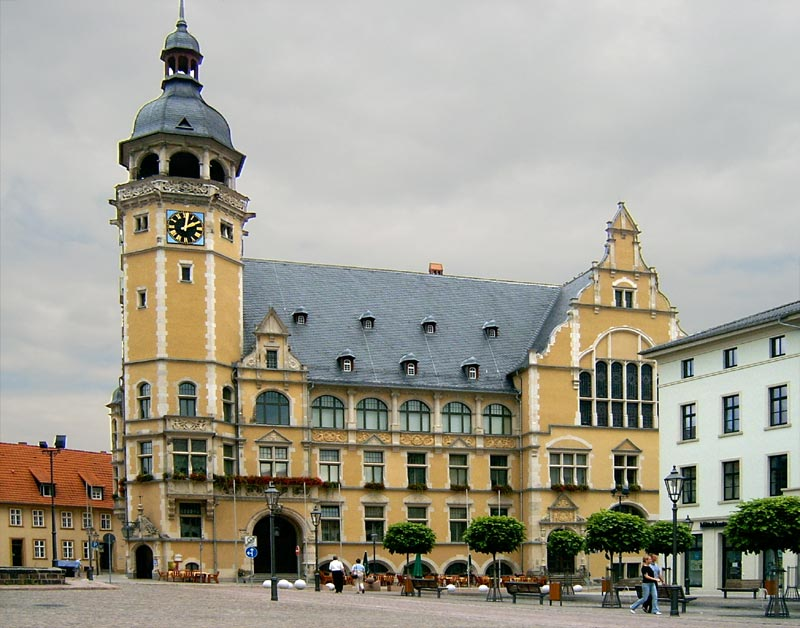
Rathaus Köthen, Sachsen-Anhalt
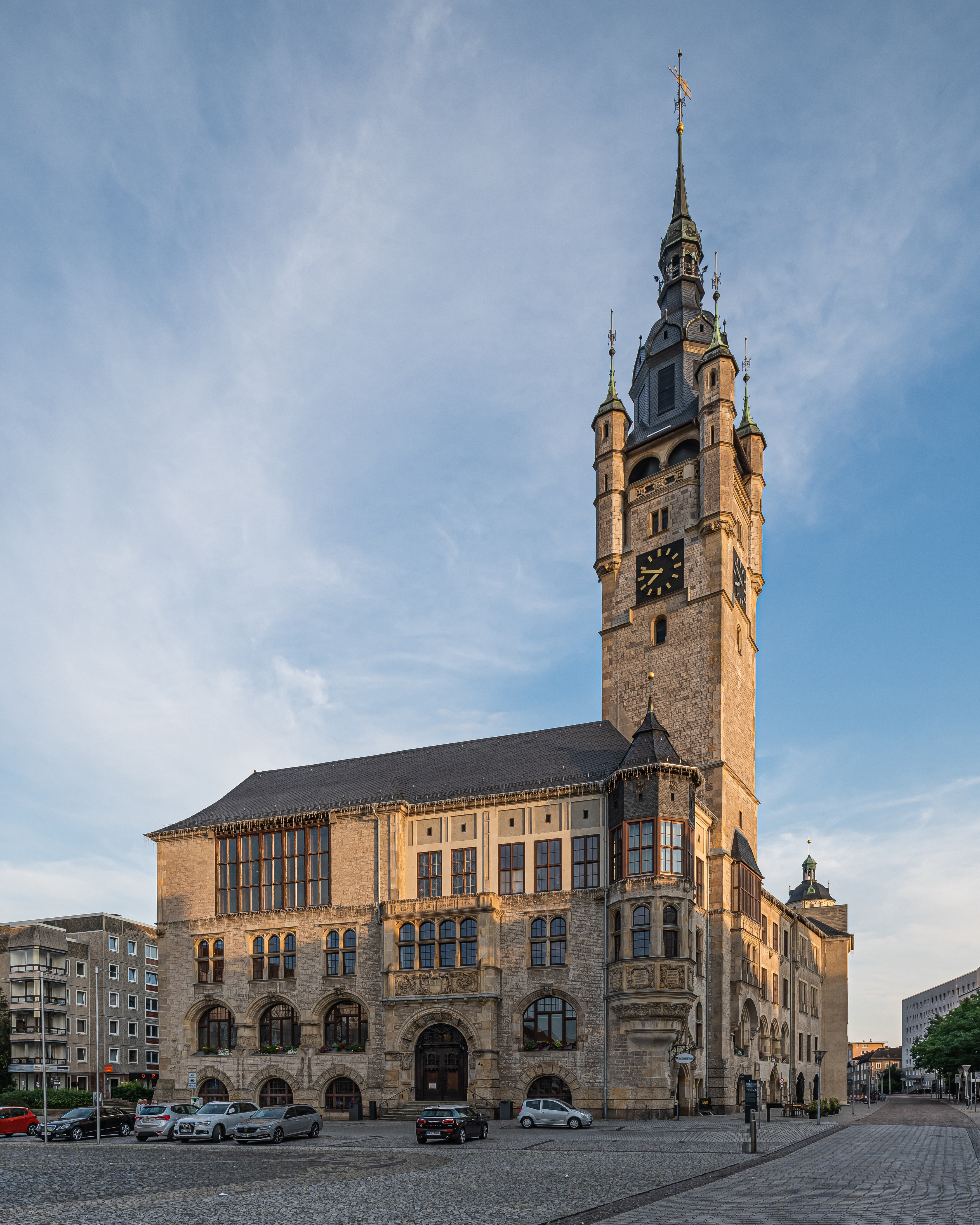
Rathaus Dessau, Sachsen-Anhalt
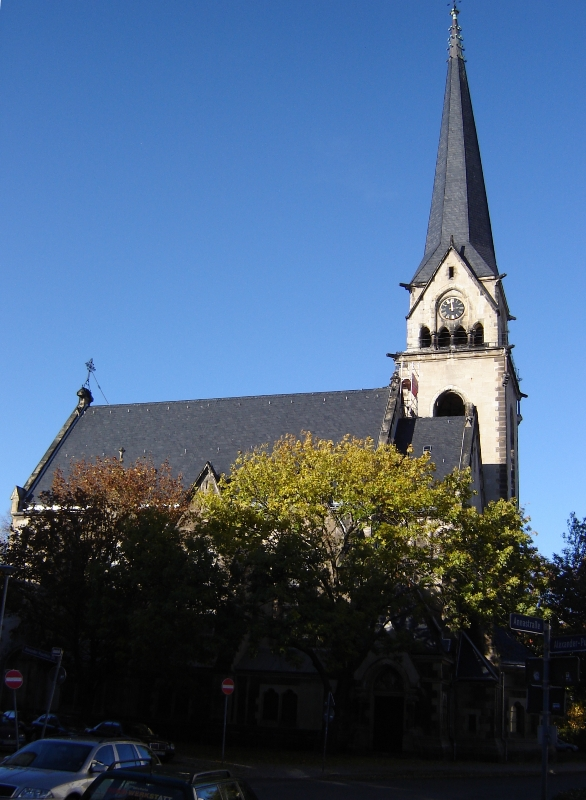
Pauluskirche Magdeburg, Sachsen-Anhalt